# Ростислав Мурзагулов
Ростислав Мурзагулов (нар. 1978 р., Башкирія) — російський опозиційний журналіст. Уродженець Кумертау (Башкортостан). Політтехнолог і письменник. У 2021 році очолив Громадську палату Башкортостану й тісно співпрацював із владою республіки, а після повномасштабного вторгнення Росії в Україну 2022 року став політичним емігрантом та опозиційним журналістом.
Шеф-редактор YouTube-каналу «Відкриті медіа».

## Освіта та наукова діяльність
Ростислав Мурзагулов здобув вищу освіту на факультеті журналістики Московського державного університету імені М. В. Ломоносова (МГУ) у 1997—2002 роках. У 2013—2014 роках Ростислав Мурзагулов навчався на магістратурі з державного управління (MPA) у Sciences Po (Париж).  У 2017 році захистив кандидатську дисертацію з філософії. З 2010 по 2022 рік працював доцентом у Російській академії народного господарства та державної служби (РАНХиГС) та Башкирському державному університеті (БашГУ). Є автором навчального посібника «Цифрове суспільство середини XXІ століття», виданого у 2018 році.

## Кар'єра
У 2004—2022 роках Ростислав Мурзагулов працював політичним консультантом і політтехнологом, тісно співпрацюючи з Адміністрацією Президента РФ.
Ростислав Мурзагулов розпочав свою кар'єру у 2004—2006 роках, працюючи ведучим новин на каналі «ОРТ» (Москва), де висвітлював політичні події. У 2006—2008 роках обіймав посаду PR-директора Олімпійського комітету РФ, відповідаючи за медіа-супровід Олімпійських заходів.
З 2008 до 2010 року Мурзагулов працював PR-директором Фонду ЖКГ уряду РФ, а з 2010 по 2012 рік займав аналогічну посаду у Фонді житлового будівництва уряду РФ.
У 2012—2017 роках Мурзагулов  обіймав посаду заступника голови Адміністрації Президента Республіки Башкортостан, де відповідав за політичні комунікації та зв'язки з громадськістю.
У 2017—2018 роках працював віцемером Красногорська, займаючись розвитком міста.
З 2018 до 2022 року Мурзагулов очолював Громадську палату Республіки Башкортостан і був членом Громадської палати РФ, зосередившись на соціальних питаннях.
У 2021—2022 роках Мурзагулов був президентом футбольного клубу «Уфа» (Прем'єр-ліга РФС). Паралельно, з 2020 по 2022 рік, працював заступником генерального директора Державної корпорації «Курорти Північного Кавказу», відповідаючи за розвиток туристичної інфраструктури регіону.
Ростислав Мурзагулов є автором кількох книг, серед яких «Бабай всея Руси, или особенности уездной демократии» (2016) та її продовження «Бабай всея Руси, или Операция 'Осень Патриарха'» (2017). Станіслав Белковський назвав роман Ростислава Мурзагулова «Бабай всея Руси» «найкращою в історії країни книгою про регіональну політику». У 2021 році вийшла його антиутопічна книга «2058».
Після початку повномасштабної війни РФ проти України у 2022 році Ростислав Мурзагулов покинув усі посади в Росії та публічно засудив дії російської влади. Мурзагулов емігрувавши РФ почав виступати в антивоєнних медіа різних країн, а також працював у медіахолдингу Михайла Ходорковського. У 2022 році Ростислав Мурзагулов став ведучим опозиційного шоу на YouTube після завершення своєї політичної кар'єри в Башкортостані. У листопаді 2023 року Мурзагулов був внесений Міністерством юстиції РФ до списку фізичних осіб — «іноагентів» та отримав вирок московського суду за «дискредитацію армії РФ».

## Політична діяльність
У 2018 році Ростислав Мурзагулов брав участь у виборах до Ради депутатів Красногорська як самовисуванець, після того як «Партия перемен» Дмитра Гудкова та Ксенії Собчак відмовилася висувати його своїм кандидатом. Це рішення було прийнято після критики з боку Олексія Навального, який назвав Мурзагулова «жуліковатим хмирем» та звинуватив партію у висуванні колишнього чиновника з Адміністрації Президента. Гудков, у свою чергу, відповів, що Мурзагулов не був членом «Єдиної Росії» і працював із Михайлом Ходорковським. Однак, під тиском Навального та його соратників, «Партия перемен» вирішила виключити Мурзагулова зі списку кандидатів. У листопаді 2022 року Ростислав Мурзагулов подав позов проти Міністерства юстиції Росії з вимогою офіційно визнати його іноземним агентом, що стало частиною його опозиційної діяльності. Він відкрито критикує політичні процеси в Росії та висвітлює проблеми, з якими стикаються регіональні політики, наголошуючи на питаннях свободи слова та корупції.

## Видання
- Мурзагулов, Р. (2016). Бабай всея Руси, или особенности уездной демократии. Издательские решения. ISBN 978-5-4474-3935-4
- Мурзагулов, Р. (2017). Бабай всея Руси, или Операция «Осень Патриарха». Комсомольская правда. ISBN 978-5-4470-0248-0
- Мурзагулов, Р. (2018). Цифровое общество середины XIX века: Как новый этап цивилизационного развития. Социально-философский анализ. Издательские решения. ISBN 978-5-4474-3935-4.
- Мурзагулов, Р. (2021). 2058. Международные отношения. ISBN 978-5-7133-1726-3.
- Мурзагулов, Р. (2021). Бабай всея Руси. Международные отношения. ISBN 978-5-7133-1712-6.
- Мурзагулов, Р. (2021). 2058. ISBN 978-5-7133-1726-3.[17]